# Bad Company (manga)
Bad Company (バッドカンパニー?, Baddo Kanpanī) è un manga scritto e disegnato da Tōru Fujisawa pubblicato sulla rivista Weekly Shōnen Magazine nel 1996 e raccolto in un volume doppio pubblicato nel 1997. Il manga ha avuto anche un adattamento live-action pubblicato in VHS nel 1998. Il manga è stato pubblicato in Italia da Dynit nel 2005.
La serie è un prequel di Shonan junai gumi - La banda dell'amore puro di Shonan e mostra il primo incontro alle medie di Eikichi Onizuka e Ryuji Danma e la formazione del duo Oni-Baku.

## Trama
Ryuji Danma è uno studente trasferitosi alla scuola media Hacchu a causa del suo carattere turbolento e ribelle. La mattina del suo primo giorno nella nuova scuola assiste ad una rissa il cui vincitore ha i capelli coperti di sangue e che sembra avere una forza superiore alla norma. Così Ryuji tenterà, una volta scoperto che il ragazzo, Eikichi Onizuka, è un suo compagno di classe, di provocarlo allo scopo di sfidarlo e vedere chi dei due sia il più forte in combattimento. Ma col tempo e con l'aiuto di Sakura Yamato, Ryuji scoprirà il lato migliore di Eikichi e quanto lui tenga ai suoi amici aiutandolo a vendicarli contro una banda di teppisti emergente.

## Personaggi
- Eikichi Onizuka (鬼塚英吉?, Onizuka Eikichi): soprannominato il demone a causa del primo kanji del suo cognome, è un ragazzo dotato di una notevole forza fisica ed è considerato il più forte della sua scuola, al punto che anche i ragazzi più grandi lo temono. Ha una passione per le motociclette e per le sigarette e tiene molto ai suoi amici.
- Ryuji Danma (弾間龍二?, Danma Ryūji): è un ragazzo proveniente da una buona famiglia, che ha cambiato numerose volte scuola a causa del suo carattere violento e ribelle. Durante il primo giorno nella nuova scuola media Hacchu assiste ad una rissa di Eikichi Onizuka di cui ammirerà la forza. Tenterà ogni giorno di provocarlo e sfidarlo in un duello per scoprire chi tra i due sia il più forte ma, con l'aiuto di Sakura Yamato, inizierà a conoscere il vero Onizuka ed il suo gruppo di amici. Si innamora della diciottenne Natsuki che le regalerà la sua moto, una Honda CBX400F.
- Sakura Yamato (大和桜?, Yamato Sakura): unica ragazza del gruppo, si mostra subito molto decisa e burlona. È lei a mostrare a Ryuji il vero volto di Onizuka. Mostra sempre volontariamente le sue mutandine ai ragazzi del gruppo, per costringerli a essere debitori e a farla poi partecipe delle varie iniziative o semplicemente per prenderli in giro. A volte viene chiamata "Ragazza mutandina". Si prende cura degli amici comprando o preparando per loro il cibo.
- Isami (イサミ?, Isami): membro della banda, lo si vede fumare spesso e indossare una bandana sulla fronte. Si dimostra un ragazzo intelligente, buon conoscitore delle moto e consapevole dei suoi limiti, rimprovera infatti se stesso di non essere bravo a fare a pugni. Sarà lui a trovare la Z400GP abbandonata.
- Futoshi (フトシ?, Futoshi): membro del gruppo, ama mangiare e leggere riviste, in genere di motociclette, manga o porno. Porta sempre degli occhialini da sole poggiati bassi sul naso. Sarà lui a invitare Ryuji al restauro della moto.
- Natsuki (夏月?, Natsuki): bella e sofisticata ragazza di 18 anni che vive da sola. Incontra il gruppo mentre tentava di acquistare riviste porno da un distributore automatico e farà la conoscenza di Ryuji, il quale si innamora subito di lei. Natsuki gli regalerà la sua moto, una Honda CBX400F. È anche una vecchia amica di Kyosuke Masaki e dei Midnight's Angel poiché era fidanzata con Akira Negi, un ex-membro della banda di motociclisti. A causa della moto regalata a Ryuji, viene continuamente picchiata ed abusata dal suo ragazzo finché, con l'aiuto di Ryuji, non lo pugnala alle spalle ferendolo gravemente. In seguito viene arrestata e detenuta in carcere per un breve periodo.
- Kyosuke Masaki (真樹京介?, Masaki Kyōsuke): capo dei Midnight's Angel, la banda di motociclisti più famosa e forte di tutta la prefettura di Kanagawa. Emana un'aura quasi irreale, che dà un senso di grande forza e carisma, si dimostra infatti una persona di grande animo, equilibrata e sognatrice. Non viene mai mostrato in volto. Sarà lui a invitare Onizuka e Ryuji alle loro prime uscite notturne in motocicletta. La sua moto è la ZII, ritenuta la più veloce di tutta Shōnan.

## Media
Il manga originariamente è stato pubblicato in 10 capitoli sulla rivista Weekly Shōnen Magazine di Kōdansha e diviso in due parti: la prima è stata pubblicata dal numero 05-06 al numero 07 del 1996, mentre la seconda dal numero 28 al numero 33 dello stesso anno 1996; il volume fu pubblicato nel giugno dell'anno successivo al prezzo di 440 yen. In Italia il manga è stato pubblicato da Dynit il 25 maggio 2005 mentre una seconda edizione è stata pubblicata il 21 giugno 2006.
La serie è stata adattata anche in un live-action pubblicato su VHS il 5 giugno 1998.